# Saltos ornamentais no Campeonato Europeu de Esportes Aquáticos de 2022 - Plataforma 10 m individual masculino
A prova da plataforma 10 m individual masculino dos saltos ornamentais no Campeonato Europeu de Esportes Aquáticos de 2022 ocorreu no dia 21 de agosto no Foro Italico, em Roma na Itália. 

## Calendário
| Fase       | Data         | Hora  |
| ---------- | ------------ | ----- |
| Preliminar | 21 de agosto | 10:00 |
| Final      | 21 de agosto | 17:25 |

Todos os horários estão no horário local (UTC+1)

## Medalhistas
| Ouro                 | Prata               | Bronze            |
| Oleksiy Sereda (UKR) | Noah Williams (GBR) | Ben Cutmore (GBR) |

## Resultados
Esses foram os resultados da competição.
| Pos.              | Saltador               | Nacionalidade | Preliminar | Preliminar | Final  | Final |
| Pos.              | Saltador               | Nacionalidade | Pontos     | Pos.       | Pontos | Pos.  |
| ----------------- | ---------------------- | ------------- | ---------- | ---------- | ------ | ----- |
| Medalha de ouro   | Oleksiy Sereda         | Ucrânia       | 408.25     | 2          | 493.55 | 1     |
| Medalha de prata  | Noah Williams          | Reino Unido   | 373.35     | 5          | 459.00 | 2     |
| Medalha de bronze | Ben Cutmore            | Reino Unido   | 351.15     | 9          | 438.35 | 3     |
| 4                 | Andreas Sargent Larsen | Itália        | 396.80     | 3          | 417.20 | 4     |
| 5                 | Yevhen Naumenko        | Ucrânia       | 389.65     | 4          | 406.65 | 5     |
| 6                 | Jaden Eikermann        | Alemanha      | 373.30     | 6          | 397.50 | 6     |
| 7                 | Timo Barthel           | Alemanha      | 429.30     | 1          | 375.60 | 7     |
| 8                 | Robert Łukaszewicz     | Polónia       | 350.80     | 11         | 344.25 | 8     |
| 9                 | Eduard Timbretti Gugiu | Itália        | 363.80     | 8          | 333.85 | 9     |
| 10                | Carlos Camacho         | Espanha       | 365.15     | 7          | 333.80 | 10    |
| 11                | Athanasios Tsirikos    | Grécia        | 350.85     | 10         | 328.15 | 11    |
| 12                | Vladimir Harutyunyan   | Armênia       | 332.90     | 12         | 288.60 | 12    |
| 13                | Nikolaos Molvalis      | Grécia        | 312.55     | 13         |        |       |
| 14                | Anton Knoll            | Áustria       | 286.95     | 14         |        |       |
| 15                | Dimitar Isaev          | Bulgária      | 265.25     | 15         |        |       |